# IC 852
IC 852 ist eine elliptische Galaxie vom Hubble-Typ E/S0 im Sternbild Ursa Major am Nordsternhimmel. Sie ist schätzungsweise 377 Millionen Lichtjahre von der Milchstraße entfernt und hat einen Durchmesser von etwa 120.000 Lichtjahren.
Das Objekt wurde am 17. April 1888 vom US-amerikanischen Astronomen Lewis Swift entdeckt.